# Silene oblanceolata
Silene oblanceolata är en nejlikväxtart som beskrevs av William Wright Smith. Silene oblanceolata ingår i släktet glimmar, och familjen nejlikväxter. Inga underarter finns listade i Catalogue of Life.